# 巴畴乡
巴畴乡，是中华人民共和国广西壮族自治区河池市东兰县下辖的一个乡镇级行政单位。

## 行政区划
巴畴乡下辖以下地区：
巴畴村、板加村、安桃村、坡白村、纳浪村、巴英村、六隆村和板丁村。